# Sharon Finneran

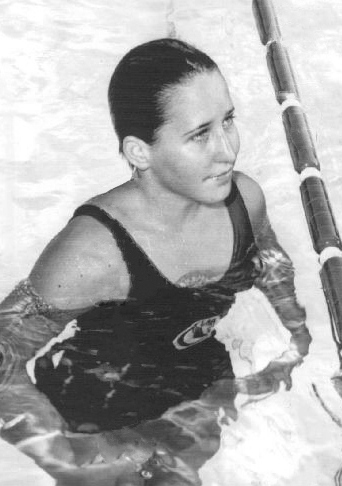
Sharon Finneran (1962)

Sharon Evans Finneran, nach Heirat Sharon Rittenhouse, (* 4. Februar 1946 in Rockville Centre, Long Island, New York) ist eine ehemalige Schwimmerin aus den Vereinigten Staaten. Sie gewann 1964 bei den Olympischen Spielen in Tokio eine olympische Silbermedaille, 1963 siegte sie bei den Panamerikanischen Spielen in São Paulo.

## Karriere
Die Familie der Finnerans war von der Ostküste nach Kalifornien umgezogen, wo Sharon Finneran die Santa Clara High School besuchte und für den Los Angeles Athletic Club antrat.
1962 wechselten sich die beiden Amerikanerinnen Donna de Varona und Sharon Finneran in der Weltrekordliste über 400 Meter Lagen ab. Insbesondere im Juli bei einem Wettbewerb in Japan verbesserte Finneran den Rekord ihrer Landsfrau, die sich den Rekord umgehend zurückholte, zwei Tage später schwamm Finneran 5:21,9 noch einmal drei Sekunden schneller. Donna de Varona konnte diese Zeit erst 1964 unterbieten.
1963 trat Finneran bei den Panamerikanischen Spielen über 400 Meter Freistil an und siegte auf dieser Strecke, Wettbewerbe im Lagenschwimmen wurden nicht ausgetragen.
Bei den olympischen Schwimmwettbewerben 1964 war im Vorlauf Donna de Varona die schnellste auf der 400-Meter-Lagenstrecke. Finneran erreichte das Finale mit der sechstbesten Zeit. Im Finale siegte Donna de Varona sicher mit über fünf Sekunden Vorsprung auf Finneran, die ihrerseits eine Zehntelsekunde Vorsprung auf Martha Randall hatte. Nach 1964 gelang es nie wieder drei Schwimmerinnen aus dem gleichen Land, alle drei Medaillen auf der langen Lagenstrecke zu gewinnen.
Von 1962 bis 1966 gewann Sharon Finneran zehn Meistertitel der Amateur Athletic Union im Freistil-, Schmetterling- und Lagenschwimmen.
Sharon Finnerans Bruder Mike Finneran nahm 1972 im Wasserspringen an Olympischen Spielen teil, ihre Tochter Ariel Rittenhouse 2008. Sharon Finneran wurde 1985 in die International Swimming Hall of Fame aufgenommen.